# Mai Yamaguchi
Mai Yamaguchi (jap. 山口 舞 Yamaguchi Mai; ur. 3 lipca 1983 r. w Shima, w prefekturze Mie, w Japonii) – japońska siatkarka grająca na pozycji środkowej.
Obecnie występuje w drużynie Okayama Seagulls.
W 2010 r. zdobyła brązowy medal Mistrzostw Świata, rozgrywanych w Japonii.

## Sukcesy reprezentacyjne
- 2010 -  Mistrzostwa Świata